# Lucyna Niedziałkówna-Przybylska

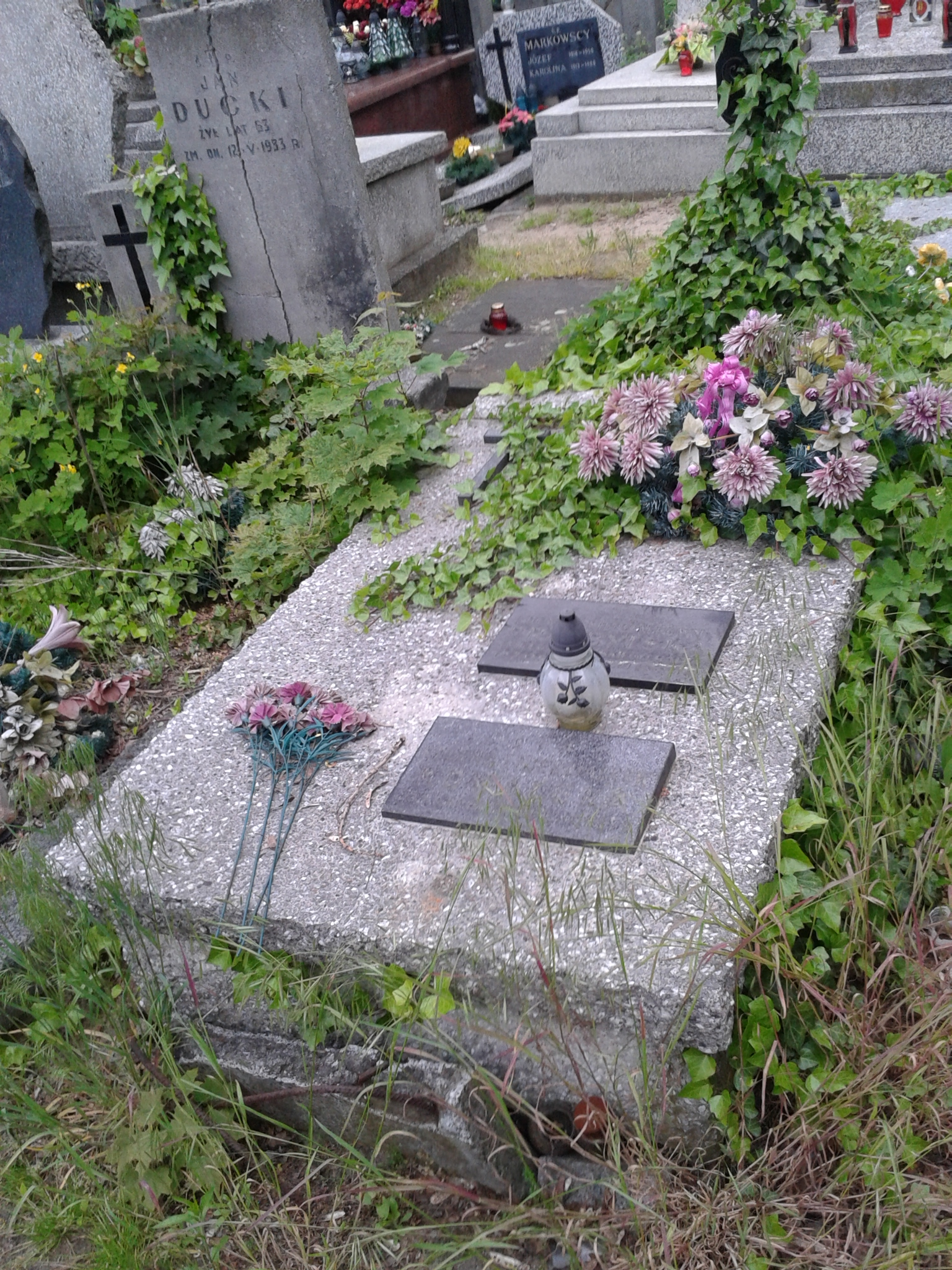
Grób Lucyny Niedziałkówny-Przybylskiej na cmentarzu Bródnowskim

Lucyna Niedziałkówna-Przybylska (ur. 24 grudnia 1907, zm. 10 września 1981 w Warszawie) – spikerka Polskiego Radia.

## Życiorys
Po zakończeniu nauki podjęła pracę w warszawskiej Izbie Skarbowej. Od jesieni 1932 rozpoczęła pracę w Polskim Radiu na stanowisku rezerwowej spikerki i lektorki. Po wybuchu działań wojennych we wrześniu 1939 pełniła pełne dyżury radiowe.
Po zakończeniu wojny rozpoczęła pracę w uruchomionej 10 lutego 1945 rozgłośni radiowej w Krakowie. Po dwóch latach powróciła do Warszawy i została pełnoetatową spikerką, całe pozostałe życie zawodowe związała z pierwszym programem Polskiego Radia. Zmarła 10 września 1981, pochowana na cmentarzu Bródnowskim (kw. 59H-III-4).